# Aoyama Tadanaga
Pour les articles homonymes, voir Aoyama.
Aoyama Tadanaga est un nom japonais traditionnel ; le nom de famille (ou le nom d'école), Aoyama, précède donc le prénom (ou le nom d'artiste).
Aoyama Tadanaga (青山 忠良, 27 mai 1806-13 décembre 1864) est un daimyo de la fin de l'époque d'Edo qui dirige le domaine de Sasayama. Il exerce la fonction de rōjū du shogunat Tokugawa.

## Source de la traduction
- (en) Cet article est partiellement ou en totalité issu de l’article de Wikipédia en anglais intitulé « Aoyama Tadanaga » (voir la liste des auteurs).